# Железный сельский округ
Железный сельский округ — административно-территориальная единица Усть-Лабинского района Краснодарского края России.
Административный центр — хутор Железный.
Железный сельский округ был образован в 1993 году на месте Железного сельсовета.
В границах сельскому округа было образовано в 2004 году Железное сельское поселение, в состав которого в 2014 году Законом Краснодарского края от 29 мая 2014 года № 2982-КЗ в состав поселения включён хутор Октябрьский (с 2019 года Аргатов). На уровне административного устройства Уставном с 2015 года также зафиксировано вхождение в соответствующий сельский округ. До того хутор находился в подчинении Администрации Усть-Лабинска. Административно-территориальное переподчинение в законе о границах административно-территориальных единиц Усть-Лабинского района в ОКАТО не отражено.

## Состав сельского округа
| № | Населённый пункт | Тип населённого пункта        | Население |
| - | ---------------- | ----------------------------- | --------- |
| 1 | Железный         | хутор, административный центр | ↘1713     |
| 2 | Свободный        | хутор                         | ↘310      |
| 3 | Сокольский       | хутор                         | →0        |